# Bleu turquin
Bleu turquin est un nom de couleur désignant une nuance de bleu foncé, d'usage littéraire.
Un nuancier de fil à broder donne 1143 bleu turquin, en couleur pour le bâtiment bleu turquin.

## Histoire
Le nom de couleur bleu turquin, probablement d'origine italienne (turchino aujourd'hui dit turchese, turquoise) est attesté en français en 1447.

« Turquoise, qui de couleur perse
Tient du bleu céleste éclairci
Bleu turquin, mais qui ne transperce
Son corps, tant il est épaissi. »

— Rémy Belleau, La Turquoise, 1556.
En 1615, Blaise de Vigenère écrit : « Le bel Azuré Turquin se faict par le moyen de l'argent brûlé avec du soufre. »
Au XIXe siècle, Michel-Eugène Chevreul a entrepris de repérer les couleurs entre elles et par rapport aux raies de Fraunhofer. Il cite parmi les références de l’Instruction générale pour la teinture des laines de 1671 le bleu turquin, qu'il évalue à 3 bleu 10 ton, une teinte curieusement placée entre le bleu et le bleu-violet, compte tenu de la définition précédente. Il indique en marge : « Ils peuvent recevoir un cochenillage. Ils sont donc ou peuvent être violetés. »